# Trillium
Trillium is een geslacht uit de eenbesfamilie (Melanthiaceae). De soorten komen voor in Azië, van Afghanistan tot in Oost-Azië en in Noord-Amerika.

## Soorten
- Trillium albidum J.D.Freeman
- Trillium angustipetalum (Torr.) J.D.Freeman
- Trillium apetalon Makino
- Trillium camschatcense Ker Gawl.
- Trillium catesbaei Elliott
- Trillium cernuum L.
- Trillium channellii Fukuda, J.D.Freeman & Itou
- Trillium chloropetalum (Torr.) Howell
- Trillium cuneatum Raf.
- Trillium decipiens J.D.Freeman
- Trillium decumbens Harb.
- Trillium delicatum Floden & E.E.Schill.
- Trillium discolor Hook.
- Trillium erectum L.
- Trillium flexipes Raf.
- Trillium foetidissimum J.D.Freeman
- Trillium georgianum S.B.Farmer
- Trillium govanianum Wall. ex D.Don
- Trillium gracile J.D.Freeman
- Trillium grandiflorum (Michx.) Salisb.
- Trillium hibbersonii (T.M.C.Taylor & Szczaw.) D.O'Neill & S.B.Farmer
- Trillium kurabayashii J.D.Freeman
- Trillium lancifolium Raf.
- Trillium ludovicianum Harb.
- Trillium luteum (Muhl.) Harb.
- Trillium maculatum Raf.
- Trillium nivale Riddell
- Trillium oostingii Gaddy
- Trillium ovatum Pursh
- Trillium persistens W.H.Duncan
- Trillium petiolatum Pursh
- Trillium pusillum Michx.
- Trillium recurvatum L.C.Beck
- Trillium reliquum J.D.Freeman
- Trillium rugelii Rendle
- Trillium scouleri Rydb. ex Gleason
- Trillium sessile L.
- Trillium simile Gleason
- Trillium smallii Maxim.
- Trillium stamineum Harb.
- Trillium sulcatum T.S.Patrick
- Trillium taiwanense S.S.Ying
- Trillium tschonoskii Maxim.
- Trillium underwoodii Small
- Trillium undulatum Willd.
- Trillium vaseyi Harb.
- Trillium viride L.C.Beck
- Trillium viridescens Nutt.

## Hybriden
- Trillium × crockerianum Halda
- Trillium × hagae Miyabe & Tatew.
- Trillium × komarovii H.Nakai & Koji Ito
- Trillium × miyabeanum Tatew. ex J.Samej.
- Trillium × yezoense Tatew. ex J.Samej.